# ツチアケビ
ツチアケビ（土木通、学名：Cyrtosia septentrionalis）は、森林内に生育するラン科植物である。ラン科植物としても腐生植物（菌従属栄養植物）としても非常に草たけが高く、大きく赤い果実がつくことから人目を引く。日本固有種。別名はヤマシャクジョウ（山錫杖）等。
日本（琉球諸島を含む）、韓国、中国（安徽省、河南省、湖南省、浙江省）で見られるマイコヘテロ栄養種。
アケビとは無関係。

## 外見
地上部には葉などは無く、地面から鮮やかな黄色の花茎が伸び、高さは1メートルに達する。秋になると花茎の上部に果実がつき、熟すると長さが10センチメートルにもなり、茎を含めて全体が真っ赤になる。まとまって発生することがよくある。
和名は地面から生えるアケビの意であると考えられるが、果実は熟しても裂開せず、形状以外はさほど似ない。果実には糖分が含まれ、人間にも微かな甘味は感じられるが、タンニンが多量に含まれ、化学薬品のような強烈な異臭と苦味もあり、食用にはならない。民間では「土通草（どつうそう）」と呼ばれ、強壮・強精薬とされる。薬用酒の材料に用いられるが、薬用効果についての正式な報告はほとんどない。採集すると時間の経過とともに黒変する。種子はラン科としては比較的大きく、肉眼で形状がわかる。

## 特徴
光合成を行う葉を持たず、養分のすべてを共生菌に依存している。ナラタケとラン菌根を形成し、栄養的に寄生している。地下には太い地下茎があって、長く横に這う。地下茎には鱗片状の葉（鱗片葉）がついている。
初夏に花茎を地上に伸ばす。花茎は高さが50 - 100センチメートルに達し、全体が黄色または濃いピンク色で、鱗片葉はほとんどみられない。あちこちに枝を出して複総状花序となり、枝の先端に花を咲かせる。花は3センチメートル近くになり、全体にクリーム色で肉厚である。
果実は秋に成熟する。果実は楕円形、多肉質で、熟するにつれて重く垂れ下がり、多数のウインナーソーセージをぶら下げたような姿になる。果実は肉質の液果である。その点でバニラなどと共通しており、これらはやや近縁とも言われる。
腐生ラン類は非常に生育環境が限定されるものが多いが、ツチアケビは森林内であれば比較的どこにでも出現し、スギやヒノキの人工林等でも見かけることがある。
通常、ラン科植物は埃種子と呼ばれる非常に微小な種子を大量に風に乗せる種子散布を行っているが、2015年の京都大学の研究によりヒヨドリなどの鳥によるツチアケビの種子散布が明らかになった。これは世界で初めてのラン科植物における動物による種子散布の報告である。

## 分類
ツチアケビ属 Cyrtosia は熱帯から温帯アジア、ニューギニア島に5種があり、いずれも腐生植物。日本には、同属では本種1種が分布する。
属のシノニムとしてGaleolaがあり、日本ではツチアケビのほかにタカツルラン（別名：ツルツチアケビ）（タカツルラン属）Erythrorchis altissima (Blume) Blume、シノニム：Galeola altissima (Blume) Reichb.fil.が屋久島以南に知られる。本種はつる性で、高さは5メートルにも達する日本最大のランである。環境省レッドリストでは絶滅危惧IA類（CR）である。

## 別名
山の神の錫杖と呼ばれるほか、「狐の錫杖」、「やまとうがらし」、「山神の錫杖（ヤマガミノシャクジョウ）」、「やまたがらし」、「山珊瑚」がある。

## ギャラリー
- 全草
- 果実